# Пангани (река)
Вижте пояснителната страница за други значения на Пангани.
Пангани (Руву) (на английски: Pangani River, Ruvu River) е река в североизточната част на Танзания, вливаща се в Индийския океан. Дължината ѝ е 420 km, а площта на водосборния басейн 43 650 km². Река Пангани води началото си от южния склон на вулканичния масив Меру, на 1748 m н.в. В горното си течение получава отляво няколко притока, извиращи от южния склон на планинския масив Килиманджаро. След изтичането си от големия язовир Нюмба-я-Мунгу се насочва в посока юг-югоизток и запазва това направление до устието си. Тече по източната, ниска периферия на платото Масаи и в близост до западните склонове на планините Паре и Усамбара. Преди да навлезе в приморската низина образува големия водопад Пангани. Влива се в Индийския океан при град Пангани. Основни притоци: леви – Саня, Рау, Мкомази; десни – Мнюси, Мкаламу. Среден годишен отток в долното течение 27 m³/s. Пълноводието ѝ е почти целогодишно, но е най-високо през летните месеци (от ноември до април). Плавателна е за плитко газещи речни съдове на 4 km от устието си.